# Наюлис, Костас Теодорович
Костас Теодорович Наюлис — советский литовский хозяйственный деятель, Герой Социалистического Труда.

## Биография
Родился в 1911 году в Куршене. Член КПСС.
В 1939—1944 — работник, подневольный работник Даугельского кирпичного завода.
Участник Великой Отечественной войны
В 1950—1970 — обжигальщик кирпича Даугельского комбината строительных материалов Министерства промышленности строительных материалов Литовской ССР.
Указом Президиума Верховного Совета СССР от 28 июля 1966 года присвоено звание Героя Социалистического Труда с вручением ордена Ленина и золотой медали «Серп и Молот».
Умер в 1972 году в Куршене.

## Награды и звания
- Герой Социалистического Труда (28.07.1966)
- Орден Ленина (28.07.1966)